# 北村吉代
北村 吉代（きたむら よししろ、1966年12月20日 - ）は、東京都出身のJPSA公認プロロングボーダーである。
日本を代表するトッププロサーファーであると同時に、東京都練馬区にある、LANI（ラニ）サーフショップのオーナーでもあり、多くの人にサーフィンの魅力を伝えている。
自身は、マニューバ系のスタイリッシュなライディングを得意とする。
現在、鎌倉・千葉を中心に活躍している。

## 主な成績
- JPSA2003年総合ランキング - 24位
- JPSA2002年総合ランキング - 32位
- 55DSL PRO - 13位
- ALL JAPAN PRO NTTコミュニケーションズカップ - 9位

## スポンサー
- サーフボード - BREWER
- ウェットスーツ - RASH
- フィン - FCS
- クロージング - SPRAWLS moo
- シューズ - Indian
- サングラス - SMITH
- その他 - B STYLETOUR